# Bitva u San Jacinta
Bitva u San Jacinta (21. dubna 1836) byla jednou z nejvýznamnějších bitev Texaské revoluce.

## Pozadí bitvy
V roce 1836 mexický diktátor a generál Antonio López de Santa Anna vedl vojsko o síle 6000 mužů, s cílem zabránit Texasu odtrhnout se od Mexika. Prvním cílem byl San António de Bexar, dnešní San Antonio, kde po 13denní bitvě porazil a zmasakroval texaskou armádu u Alama. Další část armády Santa Anny zajala a zmasakrovala zajaté vojáky při městě Goliad. Z 350 zajatců se podařilo utéct 28, z kterých šest podalo zprávu generálu Samu Houstonovi. Po obou bitvách si byl Santa Anna jist vítězstvím.
Vojsko Santa Anny se utábořilo v místě, ohraničeného řekou San Jacinto, močály a rameny řek Buffalo a Vince. Po příjezdu posil plánoval obklíčit texaskou armádu a dosáhnout rozhodujícího vítězství.
Houston se utábořil na travnaté prérii přibližně kilometr od stanoviště Santa Anny.

## Průběh bitvy
21. dubna kolem 16.30. texaská armáda spálila most Vince's bridge, který představoval ústupovou a zásobovací cestu pro obě armády. Texasané se pak prodírali lesy a prérií a v těsné blízkosti, jenom několik stop od stanoviště mexické armády, zahájili palbu. Útok ve večerních hodinách byl pro Mexičany absolutním překvapením.
Po hodině krátkého, ale urputného boje byl Sam Houston postřelen do nohy a Santa Anna z bojiště utekl. Texaské vojsko dosáhlo ohromujícího vítězství, všichni mexičtí vojáci byli zabiti, nebo zajati, dohromady 700 mrtvých, 208 raněných a 730 zajatých. Texaské vojsko mělo jenom 9 zabitých a 30 zraněných.

## Výsledek
Antonio Lopez de Santa Anna byl zajat. Krátce poté podepsal mírovou smlouvu, ve které se Mexiko oficiálně zřeklo práv na Texas a uznalo nezávislost Texaské republiky. Generál texaské armády Sam Houston se stal národním hrdinou.